# Dąb

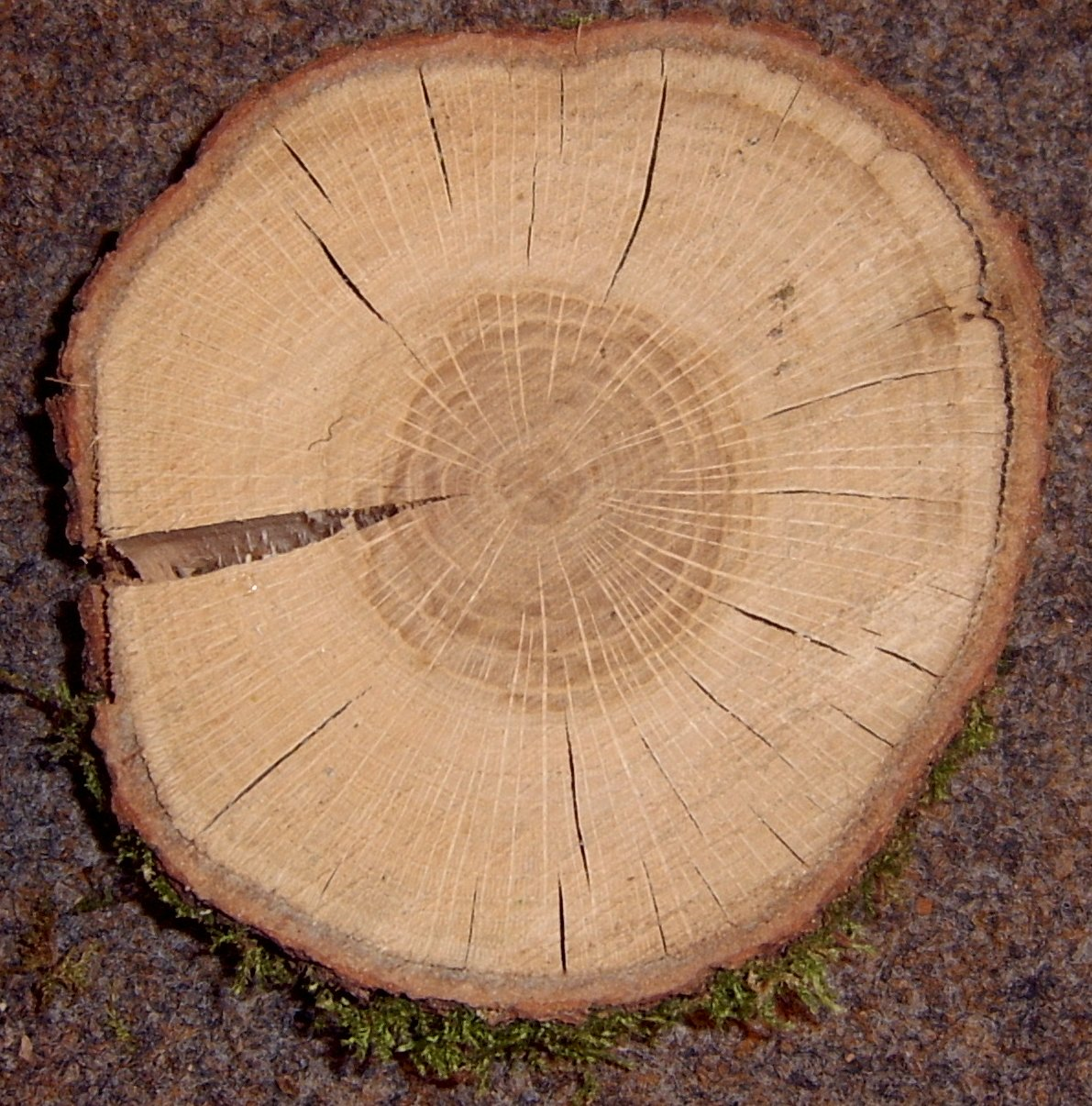
Przekrój pnia

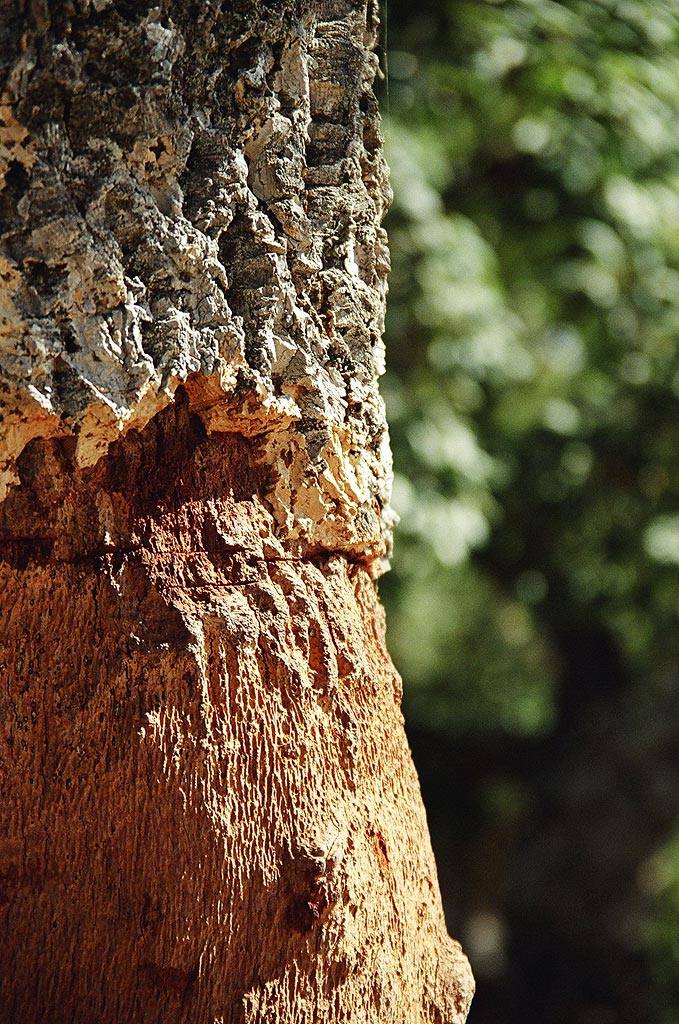
Kora dębu korkowego

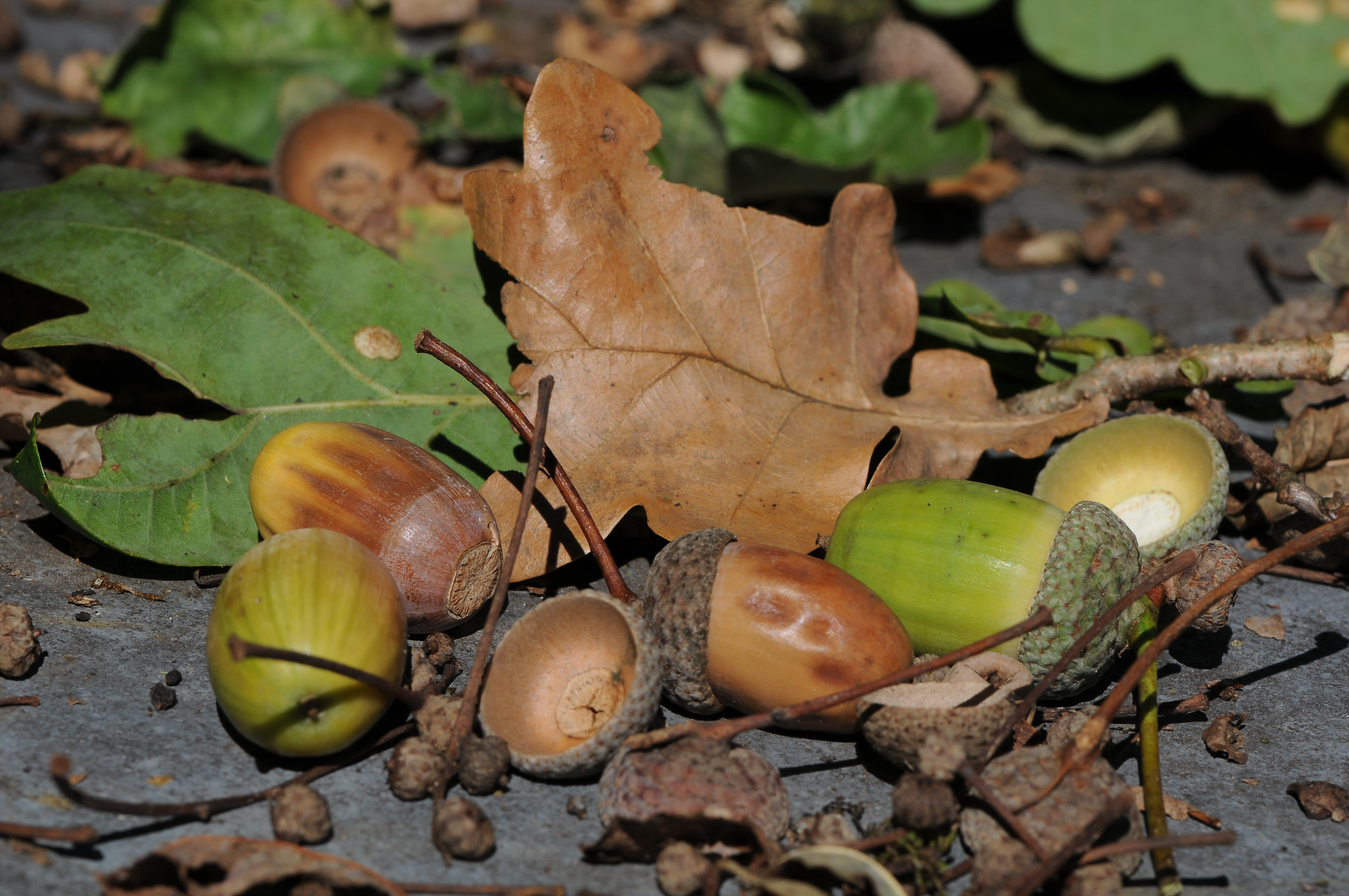
Owoce dębu szypułkowego

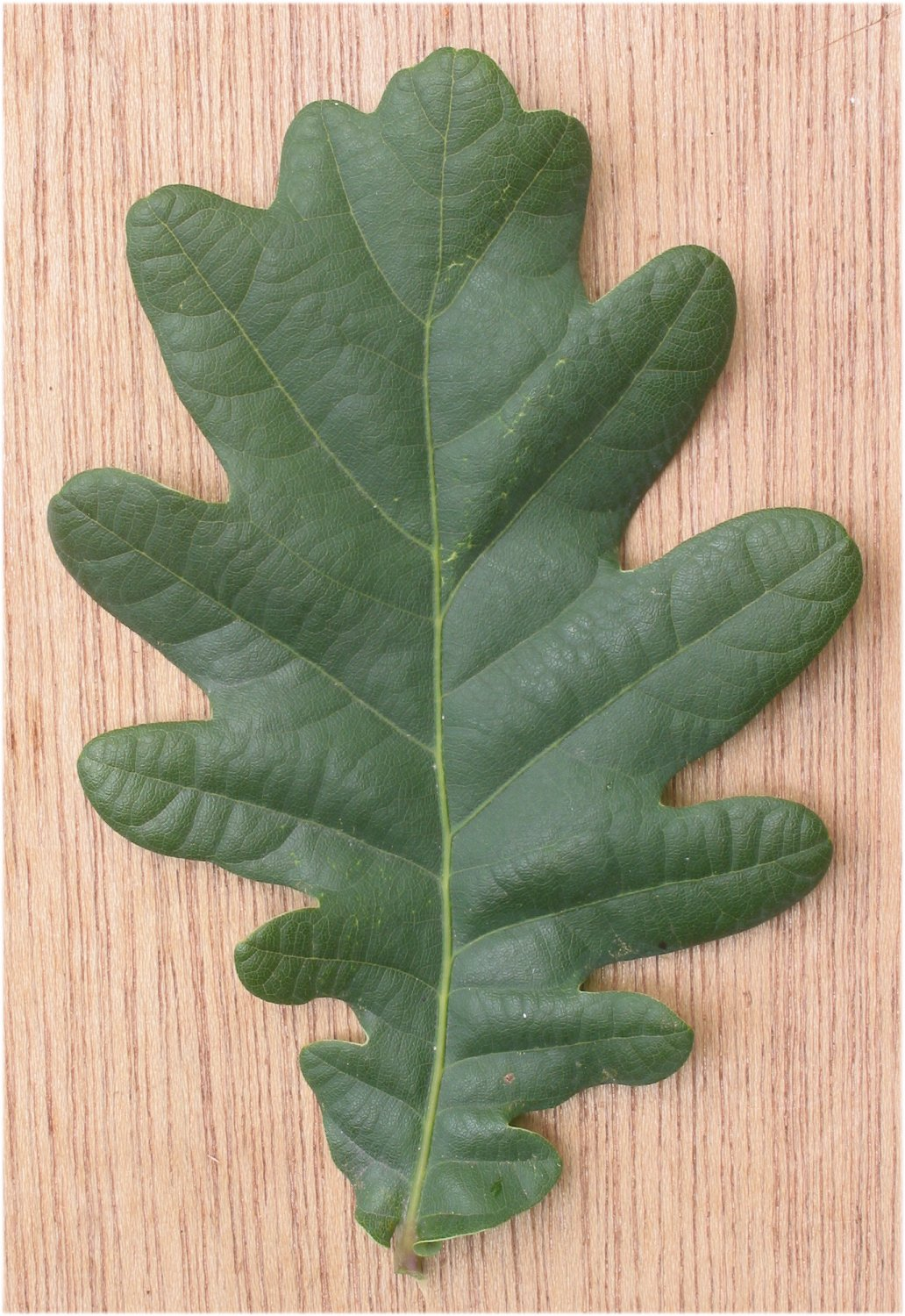
Liść dębu szypułkowego

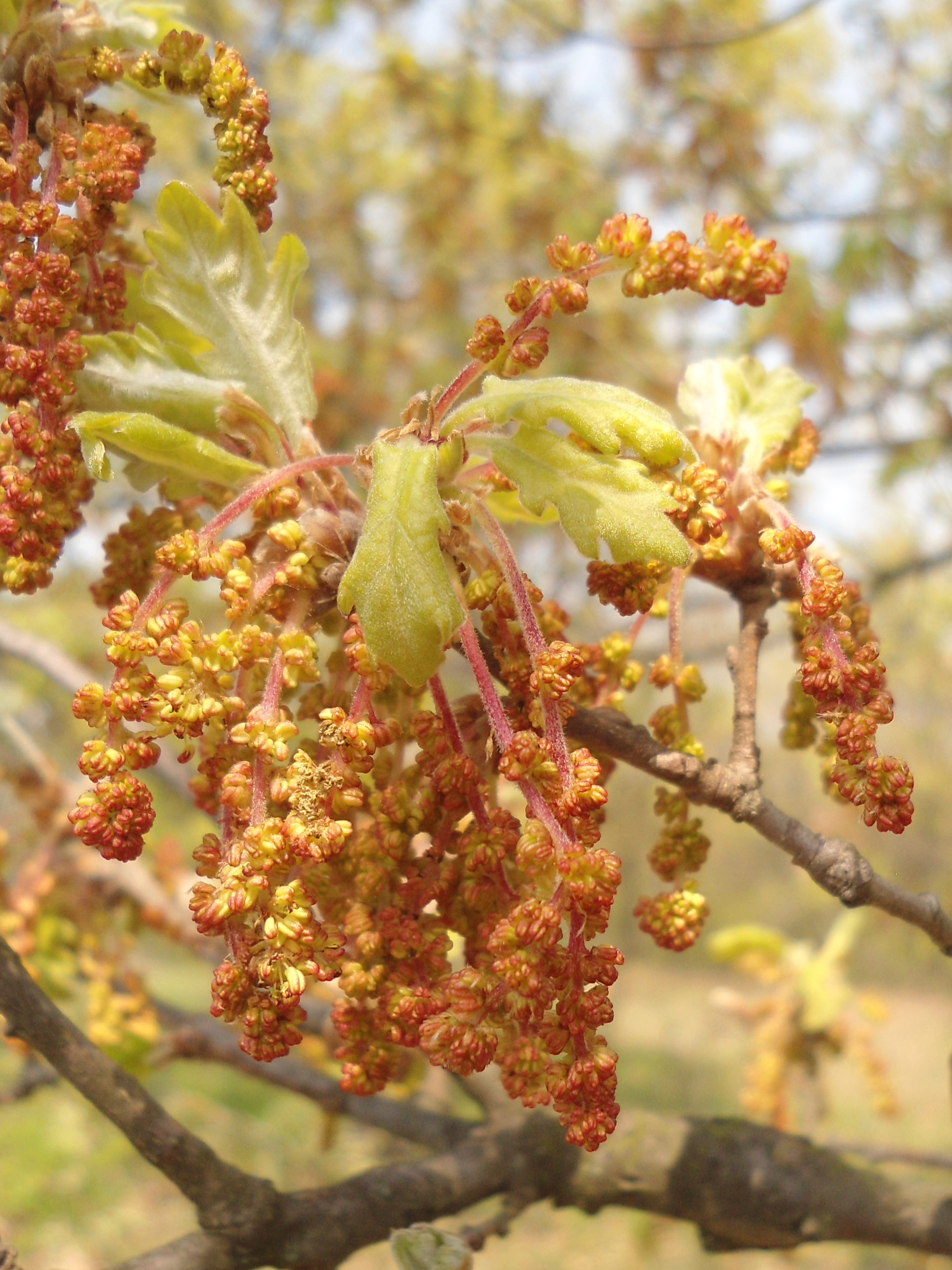
Kwiatostany dębu omszonego

Dąb (Quercus L.) – rodzaj drzew i krzewów z rodziny bukowatych (Fagaceae). Należy do niego ok. 460 gatunków występujących prawie wyłącznie w strefie umiarkowanej półkuli północnej oraz w wyższych partiach gór strefy tropikalnej. Najdalej na południe występują na Wyspach Sundajskich i w Kolumbii. 90 gatunków rośnie w USA i Kanadzie, 27 w Europie, 35 w Chinach. Są to drzewa i krzewy rodzące charakterystyczne owoce zwane żołędziami. Rosną w bardzo zróżnicowanych siedliskach – od półpustyń po subtropikalne lasy deszczowe, w większości związane są z lasami liściastymi zrzucającymi liście i zimozielonymi w strefie umiarkowanej i z porą deszczową w okresie letnim. Ich kwiaty zapylane są przez wiatr. Zagrożonych wymarciem jest 31% gatunków z tego rodzaju, a w sumie 41% ustępuje i wymaga działań ochronnych.
Rodzaj ma duże znaczenie użytkowe. Wiele gatunków dostarcza cenionego drewna (zwłaszcza dąb szypułkowy, wielkoowocowy, biały i czerwony). Kora dębów jest źródłem tanin, a kora dębu korkowego – korka. Żołędziami karmiono świnie i służyły jako pożywienie ludziom. Z galasów rozwijających się na dębach i ich kory uzyskiwano barwniki. Liczne gatunki uprawiane są jako rośliny ozdobne.

## Morfologia
PokrójDrzewa, w tym także okazałe, przekraczające 30 m wysokości, oraz krzewy, w tym też rozrastające się kłączowo. Pąki mają zaokrąglone.
LiścieZimozielone lub zrzucane w okresie zimowym, skórzaste lub cienkie, ułożone skrętolegle. Całobrzegie (np. Quercus imbricaria), piłkowane lub ząbkowane (Quercus acutissima, Q. libani, Q. prinus), wrębne i klapowane (dąb szypułkowy, dąb czerwony).
KwiatyWiatropylne, rozdzielnopłciowe, lecz same rośliny są jednopienne. Kwiaty męskie zebrane w zwisające i cienkie kotki, zwykle przerywane. Kwiaty męskie są drobne – składają się tylko z 6 pręcików i kępki włosków. Kwiaty żeńskie są pojedyncze, rozwijają się wewnątrz miseczki (kupuli), zawierają trzy słupki.
OwoceOrzechy zwane żołędziami osadzone pojedynczo w miseczkach, gęsto pokryte drobnymi łuskami. Osiągają dojrzałość w pierwszym lub drugim roku. Największe u Quercus lobata osiągają 6 cm długości.

## Systematyka
Pozycja systematyczna
Rodzaj z rodziny bukowate z rzędu bukowców. W obrębie rodziny zaliczany do podrodziny Quercoideae Õrsted, w której najbliżej spokrewniony jest z rodzajami Castanea i Castanopsis.
Gatunki dziko rosnące w Polsce
- dąb burgundzki Quercus cerris L. – antropofit zadomowiony
- dąb bezszypułkowy Quercus petraea (Matt.) Liebl.
- dąb czerwony Quercus rubra L. – antropofit zadomowiony
- dąb omszony Quercus pubescens Willd.
- dąb szypułkowy Quercus robur L.

Pełna lista gatunków

## Zastosowanie

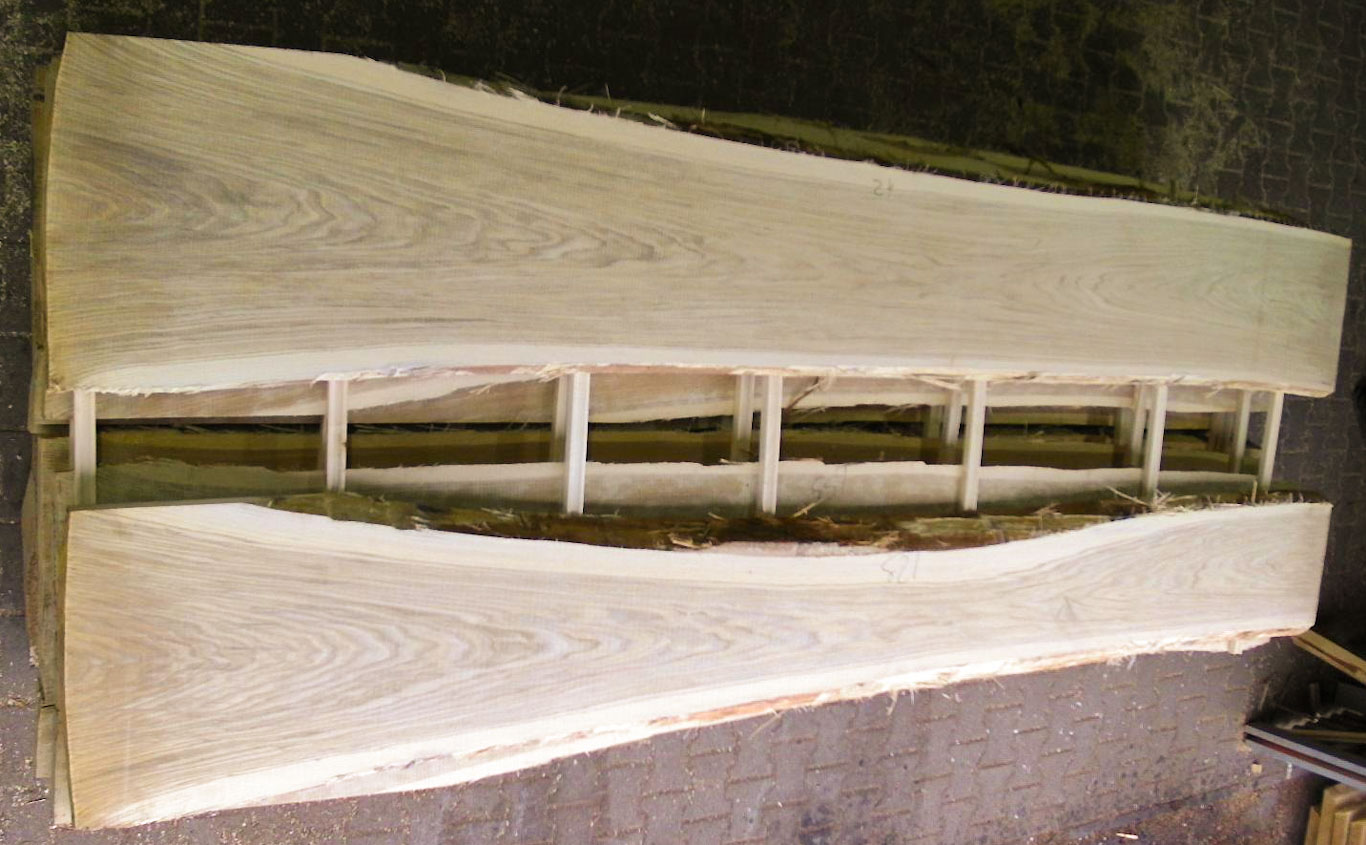
Świeżo przetarte drewno dębowe

- Świeżo przetarte drewno dęboweRośliny ozdobne. Cenione są zwłaszcza w tym celu gatunki szybko rosnące – dąb czerwony i dąb szkarłatny – wyróżniające się przy tym charakterystycznymi kształtami liśćmi i intensywnymi ich barwami jesiennymi. Uprawiane są w różnych odmianach różniących się pokrojem, kształtami i kolorystyką liści m.in. dąb burgundzki i szypułkowy. W cieplejszym klimacie cenione są gatunki zimozielone, w tym stosowane w formie żywopłotów, np. dąb ostrolistny[6].
- Roślina lecznicza. Kora (Quercus cortex, Quercus cortice) niektórych gatunków jest składnikiem wielu mieszanek ziołowych, a odwar z kory był stosowany wewnętrznie przy biegunkach, a zewnętrznie przy odmrożeniach i oparzeniach[11].
- Niektóre gatunki dębów mogą mieć znaczenie jako rośliny miododajne. Wytwarzają one spadź (tzw. rosę miodową).
- Drewno dębu stosunkowo ciężkie i twarde znajduje powszechne zastosowanie w stolarce wewnętrznej budowlanej, meblarstwie[12].
- Kora dębów zawiera dużą ilość taniny i od stuleci jest stosowana z powodzeniem w garbarstwie do wyprawiania skór[potrzebny przypis].
- Żołędzie dębu stanowiły niegdyś karmę dla trzody chlewnej[13]. Wykorzystywane były także jako pożywienie przez Indian w Ameryce Północnej i jako pożywienie głodowe w Europie[14]. Wykorzystywane były także jako substytut kawy[6].
- Roślina magiczna. Dęby, a zwłaszcza stare osobniki, często rosnące w charakterystycznych miejscach (np. na rozdrożach), obdarzane były magiczną mocą. W Zagórzycach chorzy na gardło lub cierpiący na ból zębów szli przed wschodem słońca, nie odwracając się, do lasu, na miejsce, gdzie rósł stary dąb zwany „Doktorem”. Po przybyciu na miejsce chory odmawiał trzy razy Ojcze nasz i Zdrowaś Maryjo, następnie trzykrotnie obchodził drzewo wymawiając następujące słowa: Powiedz że mi, powiedz, mój kochany dębie, jakim sposobem leczyć zęby w mojej gębie.[15] Dzieci słabowite, ułomne, cierpiące na wielką chorobę (padaczkę) lub ciotuchę (malarię) przenoszono przez rozwidlone gałęzie dębu (niekiedy celowo w tym celu rozszczepione) tam i z powrotem. Po „kuracji” gałęzie składano okręcając je sznurkiem. Praktyki te stosowano w Polsce pod koniec XIX w. i na początku XX w.[16] Liście dębowe, żołędzie, czy nawet całe gałęzie, odpowiednio spreparowane i wsparte zaklęciami, leczyły wrzody, kołtuny, kurzą ślepotę i "drygawicę oczów". Znachorzy, "zamawiacze" i czarownicy używali liści bądź żołędzi dębu do wykrywania złodzieja, rzucania uroków, zadawania choroby, a nawet śmierci[17]. Jednocześnie jednak Zygmunt Gloger w Encyklopedii staropolskiej pisał: Na Mazowszu i Podlasiu nadnarwiańskiem lud utrzymuje, że aby się chleb domowy dobrze „darzył“ czyli udawał, w dzieży powinno być choć kilka klepek dębowych[15].

## Znaczenie kulturowe
Długowieczność i okazały wygląd dębów od wieków sprawiały na ludziach duże wrażenie. Stare okazy czczone były jako przybytek bóstwa przez większość pierwotnych ludów Europy. Starożytni Rzymianie i Grecy wierzyli, że dąb jest siedzibą ich najwyższych bóstw – Jowisza i Zeusa. Dlatego też Rzym wieńczył swoich wybitnych obywateli za zasługi wieńcem z liści dębowych corona civica. Wzmianki o tych drzewach znajdują się także w Starym Testamencie, gdzie napisano o Abrahamie siadającym pod dębami Mamre.
Niektóre ludy uważały dęby za drzewa-wyrocznie – na podstawie ich stanu przepowiadano pogodę i urodzaj. W greckiej Dodonie znajdowała się wyrocznia wróżąca z szumu liści dębu. Drewna dębowego z Dodony miał użyć Argos do budowy okrętu dla Jazona, wyruszającego po Złote runo.
Wśród ludów germańskich dąb poświęcano bogu burz (Thorowi). Z obserwacji wynikało bowiem, że pioruny uderzały w nie najczęściej, nie czyniąc przy tym poważniejszych szkód. Ludy celtyckie i słowiańskie także musiały być pod wrażeniem okazałości dębów, gdyż lokalizowały swoje miejsca kultu przeważnie w starych dąbrowach (zob. Perun, Taranis). Celtowie wierzyli również, że moc dębu jest pomocna w zaświatach, dlatego do grobów zmarłych wkładali gałęzie tego drzewa. Na Żmudzi, w świętych gajach, dąb był głównym drzewem poświęconym Perkunowi. Pamięć o niektórych z tych świętych drzew przetrwała na Żmudzi długie wieki. Najsłynniejszym z nich był dąb Baublis rosnący w Bordziach, wspominany przez Adama Mickiewicza w Panu Tadeuszu.
W mniemaniu dawnych ludzi, każdy dąb ze znaczniejszą wypróchniałością przy ziemi był mieszkaniem złych czy dobrych duchów, którym lud okoliczny składał ofiary dla uproszenia ich o pomoc lub nieszkodzenie - pisał (ok. 1900 r.) Z. Gloger w "Encyklopedii staropolskiej", dodając: Ktoby sądził, że tak bywało tylko przed wiekami, tego może piszący to zapewnić, że jeszcze w r. 1882 w tak zw. Inflantach polskich, w lasach, do Marienhauzu należących, widział podobny dąb, do którego skrycie przynosili Łotysze na ofiarę duchowi: zwitki lnu, plastry miodu i sery lub jaja.
Słowo dąb brzmiało pierwotnie w językach słowiańskich dąbr (skąd "dąbrowa") i oznaczało drzewo w ogóle. Wiele nazw miejscowości, dzielnic miast, pochodzi od dębu, np. w Polsce: Dąbie, Dębno, Dąbrowa, Dęba (analogicznie jak np. w krajach niemieckojęzycznych od słowa Eich). Na przełomie XIX i XX w. na terenie ówczesnego Królestwa kongresowego znajdowały się 433 wsie i miasteczka, biorące nazwę od dębu, zaś na ziemiach całej dawnej Polski istniało około półtora tysiąca nazw wsi i miast, mających językowy źródłosłów w nazwie tego drzewa.
W Niemczech sadzono po wojnach „dęby pokoju”, szczególnie po wojnie francusko-pruskiej 1870–1871.

## Dąb w herbach i odznaczeniach, na monetach

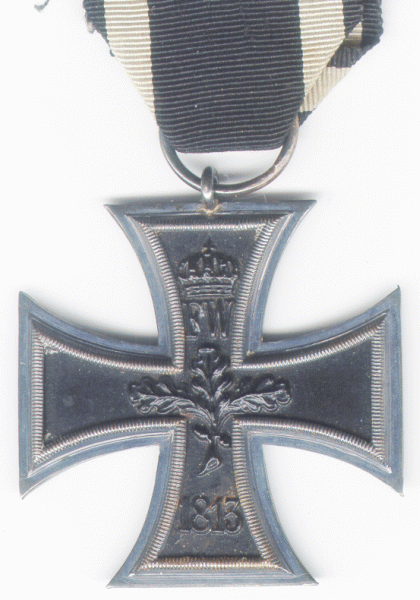
Krzyż Żelazny

Motyw żołędzi i gałązek dębu występuje w herbach królewskich i rycerskich od średniowiecza. Stosowano go także w emblematach mundurowych. Był symbolem siły, szlachetności i sławy. Wykorzystywany był zwłaszcza w germańskiej symbolice wojskowej, do której chętnie nawiązywały armie niemieckie. Liście dębu były motywem na Krzyżu Żelaznym, wyższych formach odznaczeń niemieckich np. Krzyż Rycerski Krzyża Żelaznego z Liśćmi Dębu, wieniec z liści dębowych jest zawieszką fińskiego Orderu Krzyża Wolności. Wieniec też był częścią herbu NSDAP i jest obecny na oznakach na beretach Bundeswehr. Ulistniona gałąź dębu widniała na awersie feniga, niemieckiej zdawkowej monety sprzed wymiany waluty na euro, podczas której identycznym symbolem opatrzono wprowadzany na rynek wspólnotowy bilon o nominałach 1, 2 i 5 eurocentów. Liście dębu są też na aktualnych polskich monetach edycji złotego od 1995 r. (ale ich wygląd wskazuje, że za wzór posłużyły tu liście amerykańskiego dębu czerwonego) oraz były na monetach 10, 20, 50 gr z emisji z 1923 (wieńce liści dębowych).
Poniżej kilkanaście przykładowych herbów, a także niemieckie odznaczenia wojskowe z czasów pierwszej i drugiej wojny światowej, przykład polskiej monety – 20 groszy z 1923 roku. 

gmina Jeżowe
gmina Malanów
gmina Komorniki
gmina Bodzechów
Eberswalde
gmina Dąbrowa Chełmińska
gmina Nowa Dęba
gmina Słopnice
gmina Trzydnik Duży
Wałbrzych
gmina Niemcza
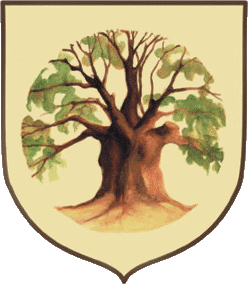
gmina Zagnańsk
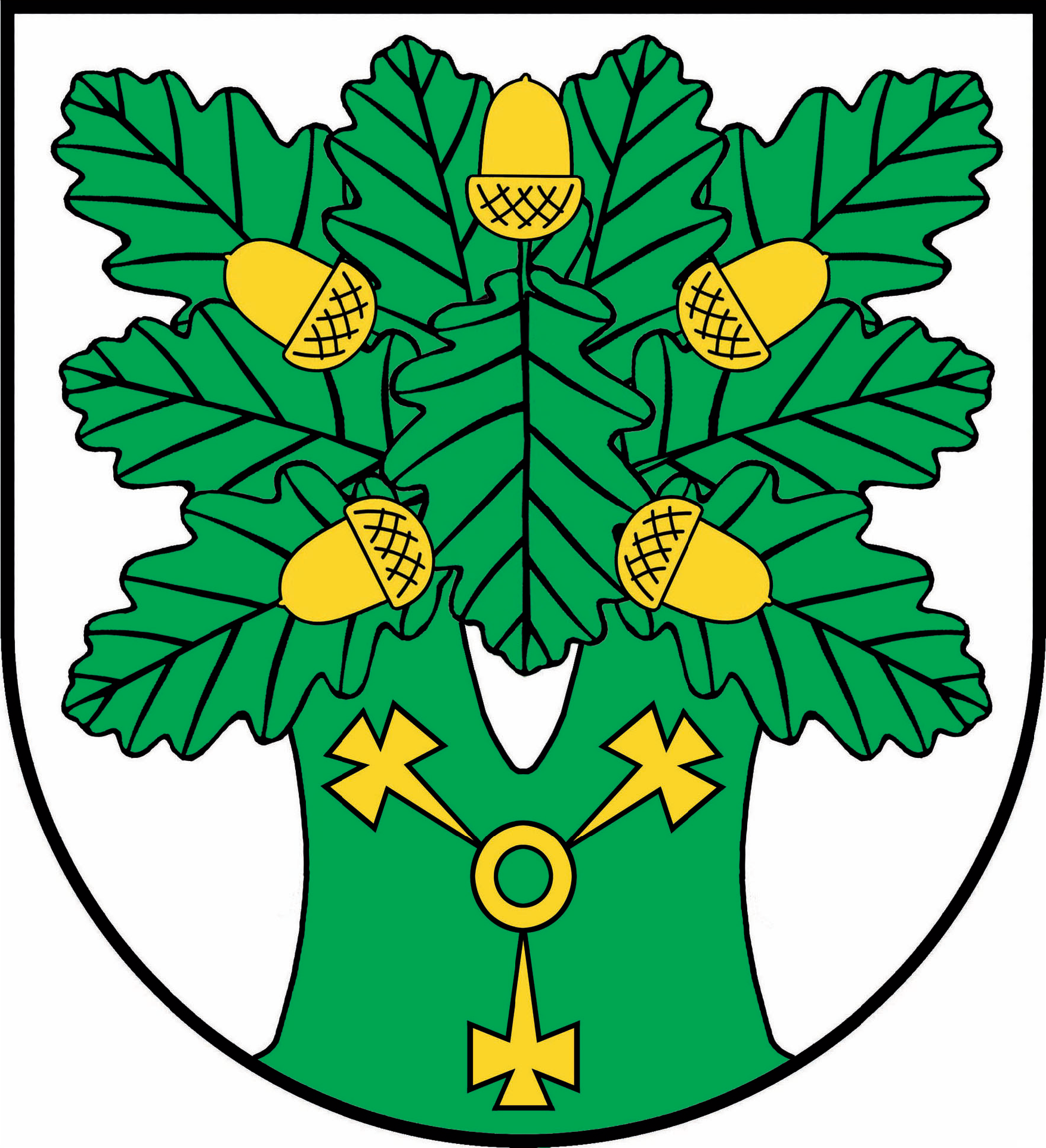
gmina Ojrzeń
Timmerlah, dzielnica Brunszwiku
Looft
Biskaja
szwajcarski Eichberg
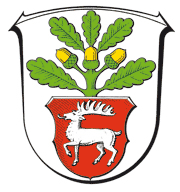
Dreieich
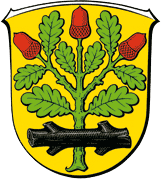
Langen (Hesja)
Neu-Eichenberg
brandenburskie Eiche
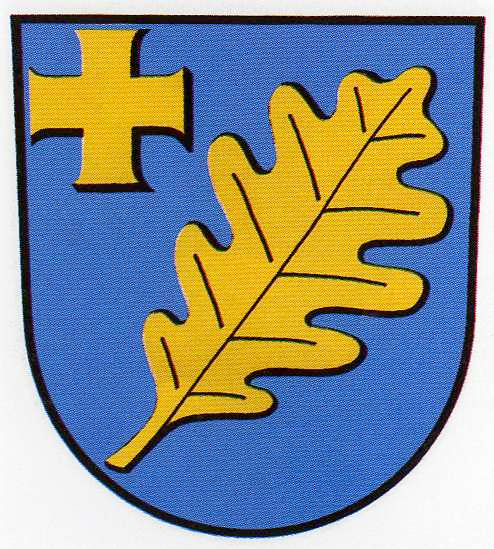
dolnosaksońskie Lamme
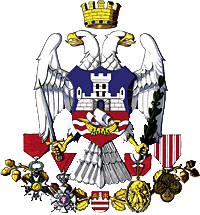
Belgrad
Herb miasta Dąbie
Wyspa Księcia Edwarda
Herb Estonii
flaga Oakland
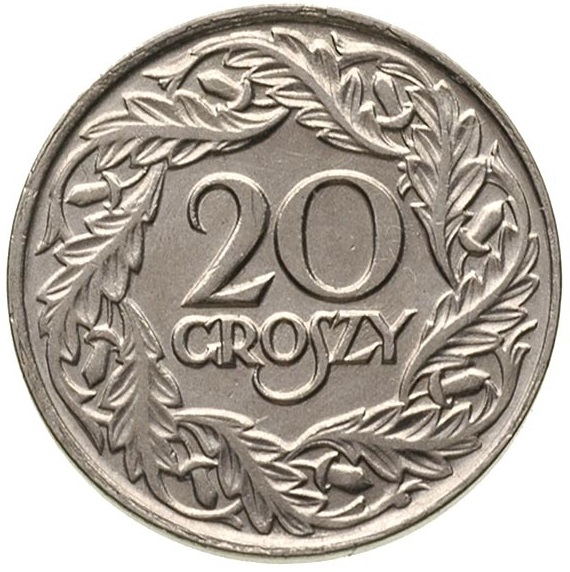
20 groszy, 1923
Gmina Dębe Wielkie
Gmina Łuków